# مارتن هنتر
مارتن هنتر (بالإنجليزية: Martin Hunter)‏ هو راكب الكنو أسترالي، ولد في 3 أكتوبر 1965 في ألبوري في أستراليا.

## وصلات خارجية
- مارتن هنتر على موقع أوليمبيديا (الإنجليزية)
- مارتن هنتر على موقع اللجنة الأولمبية الأسترالية (الإنجليزية)